# Viticoltura in Irlanda
La viticoltura in Irlanda, paese tradizionalmente associato alla birra e al whiskey, sta vivendo una piccola rivoluzione. Sebbene non abbia una lunga storia di produzione di vino, negli ultimi anni il cambiamento climatico, l'innovazione tecnologica e l'interesse crescente per il vino locale hanno dato impulso alla viticoltura. Le prime aziende vinicole stanno sperimentando varietà resistenti e tecniche innovative per superare le sfide climatiche e geografiche del paese.
La viticoltura in Irlanda è un settore emergente con grandi potenzialità. Se le condizioni climatiche continueranno a migliorare il paese potrebbe diventare una nuova regione vinicola di riferimento in Europa.

## Storia
Anche se la produzione di vino in Irlanda è un fenomeno recente, il paese ha avuto un impatto significativo sulla viticoltura mondiale grazie agli Irish Wine Geese. Questo termine si riferisce alle famiglie irlandesi che, a partire dal XVII secolo, emigrarono in Francia e in altre nazioni vinicole europee dove fondarono importanti aziende. Alcuni esempi famosi includono Richard Hennessy, che fondò la celebre casa di cognac Hennessy, e Thomas Barton, creatore della storica cantina Château Léoville Barton. Altri emigranti si stabilirono in Spagna e Portogallo, contribuendo allo sviluppo del commercio di Sherry e Porto.
Nel corso del XX secolo l'Irlanda rimase un paese di consumatori piuttosto che di produttori di vino con una cultura enologica in crescita, ma senza una produzione significativa. Solo negli ultimi decenni alcuni imprenditori coraggiosi hanno avviato esperimenti di viticoltura locale, dando vita a un settore emergente.

## Clima
Tradizionalmente l'Irlanda è stata considerata inadatta alla coltivazione della vite a causa del suo clima umido, delle temperature fresche e della scarsità di luce solare. Tuttavia, il cambiamento climatico sta modificando questo scenario con temperature medie in aumento e stagioni di crescita più lunghe. Le temperature miti e l'assenza di inverni rigidi permettono una coltivazione meno soggetta a gelate primaverili. L'umidità elevata e le frequenti piogge rappresentano ancora una sfida per la viticoltura, aumentando il rischio di malattie fungine. Tuttavia, l'uso di varietà resistenti e moderne tecniche di coltivazione stanno aiutando i viticoltori a superare questi ostacoli. Alcuni esperti ritengono che, se le tendenze attuali continueranno, l'Irlanda potrebbe diventare una regione vinicola più stabile rispetto ad altre parti d'Europa colpite da ondate di calore e siccità.

## Regioni vitivinicole
L'Irlanda non ha ancora una vera e propria suddivisione in regioni vinicole ufficiali, ma alcune aree si stanno affermando come particolarmente promettenti:
- Sud-Est (Contea di Wexford), zona che beneficia di un clima leggermente più caldo e soleggiato rispetto al resto del paese.
- Est e Nord-Est, dove alcuni piccoli produttori stanno sperimentando la viticoltura anche nei dintorni di Dublino sfruttando terreni ben drenati e tecniche innovative.

## Vitigni

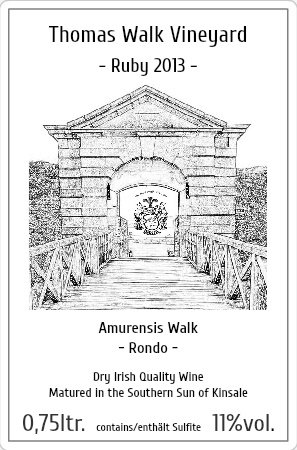
Etichetta di vino irlandese

A causa del clima fresco e umido l'Irlanda non può coltivare con successo le stesse varietà di uva diffuse nelle regioni vinicole tradizionali, anche se alcune varietà si sono dimostrate adatte. Tra le varietà di vitigni resistenti e più promettenti troviamo Rondo, Solaris, Phoenix e Seyval Blanc. Tra i vitigni tradizionali n fase sperimentale troviamo Pinot nero, Chardonnay e Riesling.

## Vini
Sebbene la produzione di vino in Irlanda sia ancora in una fase iniziale, alcuni vini locali stanno guadagnando riconoscimenti:
- Vini bianchi, stile fresco e aromatico.
- Vini rossi, limitati, ma promettenti con Rondo e Pinot nero.
- Spumanti, interessanti grazie al clima fresco.

## Normative
L'Irlanda ha introdotto una legge che impone etichette con avvertenze sanitarie sugli alcolici.